# Ángel Álvarez de Miranda
Ángel Álvarez de Miranda Vicuña (Manzanos, Álava, 13 de marzo de 1915- Madrid, 1957) fue un historiador de las religiones, filólogo y ensayista español.

## Biografía
Ángel Álvarez de Miranda inició sus estudios en el Seminario de Vitoria, los cuales tuvo que interrumpir al inicio de la Guerra Civil, con 21 años, ya que participó como requeté y alférez provisional. Al finalizar el conflicto bélico, formó parte de la primera promoción de estudiantes de Filosofía de la Universidad de Madrid.
Tras su licenciatura, pasó enseguida a publicar artículos y obras de corta extensión. Así, en 1945 aparecieron sus primeros artículos en la Revista de Estudios Políticos. Estos primeros artículos tratan fundamentalmente de historia política. Durante esta primera etapa productiva, los temas religiosos tan solo aparecían de modo esporádico, no formando parte del núcleo central de sus intereses. Entre los años 1947 y 1949 publicó gran cantidad de artículos en la efímera revista Alférez, de la que fue uno de los fundadores; solamente uno de ellos estaba dedicado a la religión, el denominado “Hacia un arte religioso”, y en él expuso unos puntos de vista más de teólogo político que de estudioso especializado en historia de las religiones.
En el año 1948, Ángel Álvarez de Miranda, quien ya contaba con una sólida formación intelectual, inició una etapa de formación en Roma que se extendió hasta 1954. Durante este periodo se especializó en estudios religiosos, formándose con el que entonces era considerado el historiador de las religiones más reputado a nivel mundial, Raffaele Pettazzoni.
Poco antes de su llegada a Roma, a donde se trasladó con su mujer Consuelo de la Gándara y su primera hija, recién nacida, fue nombrado director del recién creado Instituto Español de Lengua y Literatura en Roma; el nombramiento fue firmado por el director general de Relaciones Culturales del Ministerio de Asuntos Exteriores, Carlos Cañal y Gómez-Imaz, el 11 de septiembre de 1948.
Estudió en la Facultad de Letras, sección de Historia de las Religiones, de la Universidad de Roma, y defendió, en octubre de 1952, una tesis doctoral bajo la dirección de Pettazzoni sobre la sacralidad del toro; aplicó en ella los instrumentos del análisis histórico-religioso que hicieron famosa a la «Scuola di Roma». A partir de este momento, sus artículos y trabajos de investigación comenzaron a centrarse, casi de modo exclusivo, en temas de Historia de las Religiones. Un ejemplo de este tipo de análisis lo utilizó en su estudio pionero sobre las implicaciones religiosas y simbólicas en la poesía de Federico García Lorca, que publicó de modo abreviado en 1953; dado que formaba parte de una monografía más extensa, el texto completo se publicó ya de manera póstuma.
A su vuelta a España en 1954, se hizo con la cátedra de Historia de las Religiones de la Universidad de Madrid, pero sus problemas de salud le impidieron ejercer como docente más allá de un curso académico y le provocaron una muerte prematura en 1957.
Tras su fallecimiento, su viuda, Consuelo de la Gándara, consiguió que sus escritos se recopilasen, tradujesen en algún caso, y publicasen como monografías.
Su hijo Pedro Álvarez de Miranda (Roma, 1953) es un filólogo, experto en lexicografía histórica y en historia de la lengua española, y académico de la Real Academia Española.

## Obras
- Obras I y II, Madrid, Ediciones Cultura Hispánica (recopilación por Consuelo de la Gándara),1959
- Religiones mistéricas, Madrid, Revista de Occidente, 1961
- Ritos y juegos del toro, Madrid, Taurus, 1962; nueva edición Madrid, Biblioteca Nueva, 1998; nueva edición digital, Sevilla, Athenaica, 2015.
- La metáfora y el mito, Madrid, Taurus, 1963 (nueva edición, Sevilla, Renacimiento, 2011)